# Partula castanea
Partula castanea foi uma espécie de gastrópodes da família Partulidae.
Foi endémica da Polinésia Francesa.